# Aleksander Rycerski
 (août 2018).
Si vous disposez d'ouvrages ou d'articles de référence ou si vous connaissez des sites web de qualité traitant du thème abordé ici, merci de compléter l'article en donnant les références utiles à sa vérifiabilité et en les liant à la section « Notes et références ».
Aleksander Rycerski, né le 15 novembre 1825 à Ciszyca et mort le 30 novembre 1866 sur le Parvis Notre-Dame, dans le 4e arrondissement de Paris, est un peintre polonais.

## Biographie
Issu d'une famille noble, Aleksander est le fils de Jan Kazimierz et Julianna de Zawadzka.
Diplômé du collège de Radom, Rycerski rejoint en 1844 l'École des beaux-arts de Varsovie, où il étudie jusqu'en 1848. Ses professeurs sont Jan Ksawery Kaniewski et Rafał Hadziewicz. Ses amis d'alors sont Wojciech Gerson, Ignacy Gierdziejewski (pl) et Franciszek Kostrzewski (pl). Après avoir obtenu son brevet, en 1849, il s’installe à Varsovie. La même année, Tomasz Zieliński, mécène et collectionneur d'arts, invite Rycerski, Gerson et Marcin Olszański à Kielce. Au cours de son séjour dans son palais, il copie des peintures de la collection Zieliński. Ses esquisses sont aujourd'hui conservées.
Il peint principalement des peintures religieuses et des portraits. Il fait de nombreux travaux de conservation, principalement dans les églises.
Il participe à plusieurs reprises à des expositions nationales.
Il prend part à l'Insurrection polonaise de 1861-1864, et après l'échec, il émigre en France et s'installe à Paris. Il peint des tableaux dans lesquels il reconnait l'influence de Delaroche. L'un d'eux, un roman romain, a été exposé au Salon de Paris. Il habite dans la rue Greuze, dans le 16e arrondissement de Paris.
Aleksander Rycerski meurt le 30 novembre 1866 à Paris.
Il est inhumé à Montmartre, puis est transféré au cimetière Les Champeaux à Montmorency.